# Yoohanon Theodosius Kochuthundil
Yoohanon Theodosius Kochuthundil (ur. 8 kwietnia 1959 w Puthussery Bhagon) – indyjski duchowny syromalankarski, biskup Muvattupuzha od 2019.

## Życiorys
Święcenia kapłańskie przyjął 22 grudnia 1985. Był m.in. sekretarzem archieparchy Trivandrum, rektorem niższego seminarium tej archieparchii, pracownikiem indyjskiej Konferencji Episkopatu, a także protosyncelem archieparchii Trivandrum oraz eparchii Gurgaon.
5 sierpnia 2017 papież Franciszek zatwierdził jego wybór na pomocniczego eparchę Trivandrum oraz nadał mu biskupstwo tytularne Thuburbo Maius. Chirotonii biskupiej udzielił mu 21 września 2017 kard. Baselios Cleemis Thottunkal, zwierzchnik Kościoła syromalankarskiego.
10 kwietnia 2018 został wybrany eparchą koadiutorem Muvattupuzhy. 11 czerwca 2019 objął rządy w tej eparchii.